# Peter Várhelyi
Peter Várhelyi, född den 15 april 1950 i Budapest, Ungern, är en ungersk kanotist.
Han tog bland annat VM-guld i K-1 4 x 500 meter i samband med sprintvärldsmästerskapen i kanotsport 1975 i Belgrad.